# Cranioleuca obsoleta
Cranioleuca obsoleta là một loài chim trong họ Furnariidae.